# Alfredo Suárez Canal
Alfredo Suárez Canal (Allariz, província d'Ourense, 5 de juliol de 1951) és un matemàtic i polític gallec. Llicenciat en Matemàtiques, quan era estudiant participà en la fundació del sindicat estudiantil ERGA i en formà part de la direcció el 1973-1975. Durant la transició milità primer en UPG i després en l'AN-PG. Amb el BN-PG fou escollit el 1979 regidor d'Allariz i diputat provincial. Alhora fou atleta amb el Celta de Vigo, igual que els seus germans José Luis i Francisco.
El 1982 participà en la fundació del Bloc Nacionalista Gallec amb el qual fou elegit diputat a les eleccions al Parlament de Galícia de 1993, 1997 i 2001, i ha estat coordinador del Grup Parlamentari del BNG al Parlament de Galícia. Alhora, formà part de la direcció del sindicat de mestres UTEG i participà en la fundació de la Intersindical Nacional dos Traballadores Galegos. En 2005 renuncià a presentar-se a les eleccions i decidí tornar a l'ensenyament, però el cap del seu partit Anxo Quintana el va proposar per al nou govern gallec i va ser nomenat Conseller de Medi Rural, càrrec que va ocupar fins 2009.